# باشگاه والیبال ساداکروزیرو
باشگاه والیبال سادا کروزیرو (به پرتغالی: Sada Cruzeiro Vôlei) باشگاه حرفه‌ای والیبال مستقر در بلو هوریزونته٬ میناس گرایس، برزیل است. این باشگاه در سال ۲۰۰۶ تأسیس شد. سادا در سال ۲۰۱۳ قهرمان باشگاه های جهان شد و پیشرفت چشمگیری از زمان تأسیس زود هنگام خود داشت.

## افتخارات
- قهرمانی سوپر لیگ برزیل: ۱۲-۲۰۱۱
- قهرمانی قهرمانی باشگاه‌های جهان: ۲۰۱۳
- قهرمانی باشگاه‌های آمریکای جنوبی: ۲۰۱۲، ۲۰۱۴
- قهرمانی کوپا سانتا سانتارینا: ۲۰۰۹
- قهرمانی جام بنتو: ۲۰۰۷، ۲۰۰۸